# Wieger Mensonides

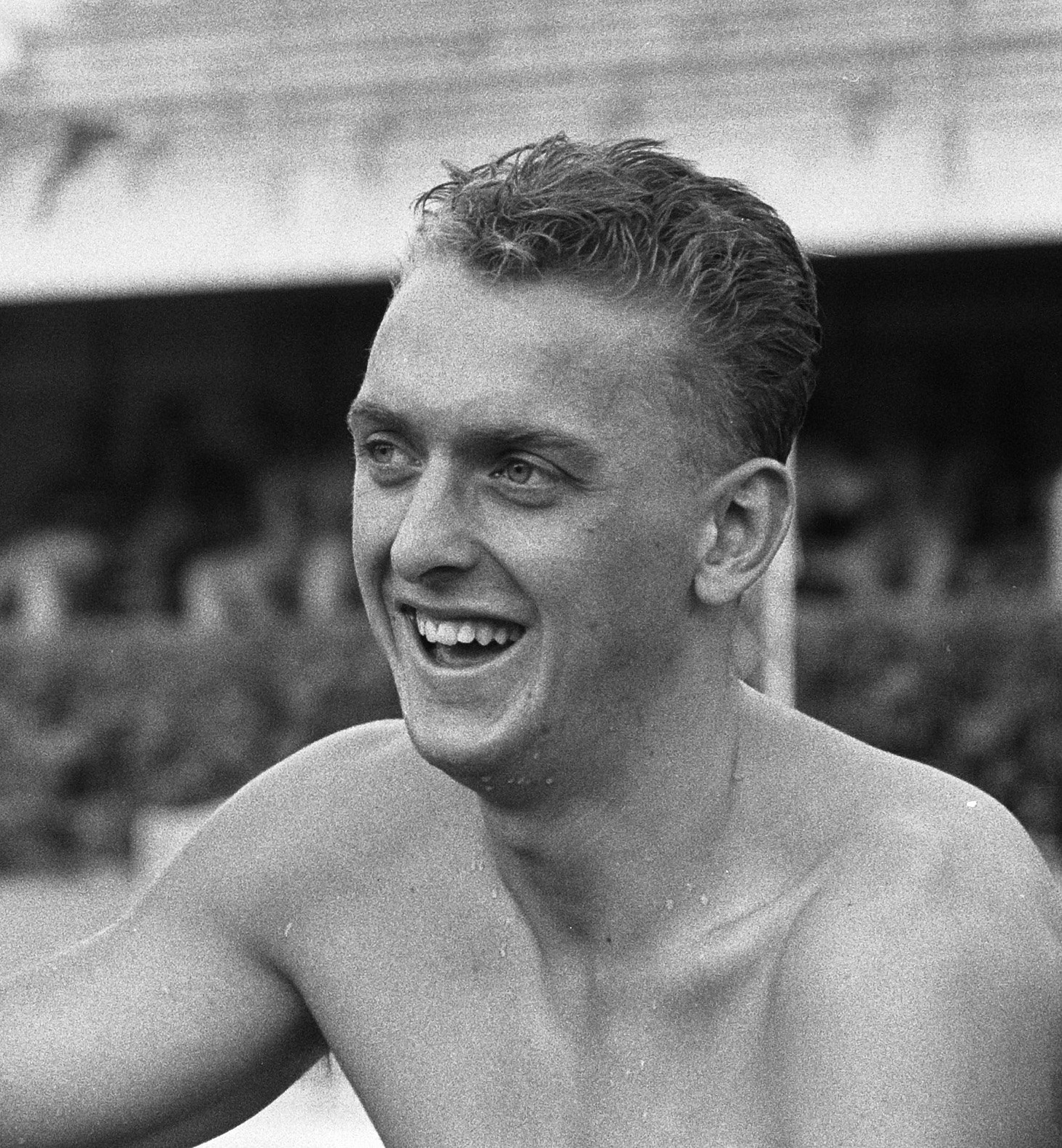
Wieger Mensonides (1960)

Wieger Emile Mensonides (geboren am 12. Juli 1938 in Den Haag) ist ein ehemaliger niederländischer Schwimmer. Er gewann bei Olympischen Spielen und bei Europameisterschaften je eine Bronzemedaille.

## Karriere
Bei den Olympischen Spielen 1960 in Rom gewann der 1,78 m große Mensonides seinen Vorlauf im Wettbewerb über 200 Meter Brust mit der zweitschnellsten Zeit aller Vorläufe, nur William Mulliken aus den Vereinigten Staaten war schneller. Im Halbfinale belegte er den zweiten Platz hinter dem Australier Terry Gathercole, im anderen Halbfinale waren allerdings mit William Mulliken, dem Japaner Yoshhiko Osaki und dem Deutschen Egon Henninger drei Schwimmer schneller als Gathercole und Mensonides. Im Finale siegte Mulliken vor Osaki, dahinter gewann Mensonides die Bronzemedaille mit 0,4 Sekunden Vorsprung vor Henninger. Der Weltrekordler Gathercole belegte nur den sechsten Platz. In der erstmals bei Olympischen Spielen ausgetragenen 4-mal-100-Meter-Lagenstaffel qualifizierte sich die niederländische Staffel in der Besetzung Jan Jiskoot, Wieger Mensonides, Gerrit Korteweg und Ron Kroon mit der sechstbesten Zeit für das Finale. Im Endlauf kamen die Niederländer nicht an ihre Vorlaufzeit heran und belegten den achten Platz.
Zwei Jahre später bei den Schwimmeuropameisterschaften 1962 in Leipzig gewann die Lagenstaffel aus der DDR vor der Staffel aus der Sowjetunion. Dahinter erkämpften Jan Weeteling, Wieger Mensonides, Jan Jiskoot und Ron Kroon die Bronzemedaille. Über 200 Meter Brust belegte Mensonides in Leipzig den vierten Platz. 1964 trat Mensonides bei den Olympischen Spielen in Tokio noch einmal über 200 Meter Brust an, belegte aber nur den 28. Platz.
Mensonides gewann von 1959 bis 1964 sechs niederländische Meistertitel über 200 Meter Brust. 1962, 1963 und 1967 siegte er über 100 Meter Brust. Er stellte 13 Landesrekorde auf der 50-Meter-Bahn und sechs Landesrekorde auf der 25-Meter-Bahn auf. Mensonides startete für den Verein ZIAN aus Den Haag.